# Ixia stolonifera
Ixia stolonifera är en irisväxtart som beskrevs av Gwendoline Joyce Lewis. Ixia stolonifera ingår i släktet Ixia och familjen irisväxter. Inga underarter finns listade i Catalogue of Life.